# Хвойница (Кировский район, Могилёвская область)
Хвойница (белор. Хвайніца) - деревня в Скриплицком сельсовете Кировского района Могилёвской области Белоруссии. От районного центра г. Кировска находится на расстоянии 20,8 км.

## История
В д. Хвойница похоронен Герой Советского Союза Шомин Александр Константинович.

## Инфраструктура
На территории д. Хвойница находится отделение круглосуточного проживания для пожилых граждан и инвалидов.

## Достопримечательность
Братская могила, являющаяся историко-культурной ценностью.